# Henri Lesur
Henri Ferdinand Edouard Marie Joseph Lesur (Tourcoing, 2 ottobre 1892 – 1º marzo 1971) è stato un calciatore francese, di ruolo attaccante.

## Carriera

### Nazionale
Ha collezionato sei presenze con la propria Nazionale.